# انارهر
انارهر، روستایی از توابع دهستان علیشروان بخش مرکزی شهرستان بدره در استان ایلام ایران است.

## جمعیت
این روستا در دهستان علیشروان قرار دارد و براساس سرشماری مرکز آمار ایران در سال ۱۳۸۵، جمعیت آن شش خانوار بوده‌است.